# Attenuata integella
Attenuata integella is een slakkensoort uit de familie van de Rissoidae. De wetenschappelijke naam van de soort is voor het eerst geldig gepubliceerd in 1904 door Hedley.